# Navăsen, Haskovo
Navăsen (în bulgară Навъсен) este un sat în comuna Simeonovgrad, regiunea Haskovo,  Bulgaria. 

## Demografie
Componența etnică a satului Navăsen
     Bulgari (99,23%)
     Nicio identificare (0,76%)
     Altele (0%)
La recensământul din 2011, populația satului Navăsen era de 261 locuitori. Din punct de vedere etnic, majoritatea locuitorilor (99,23%) erau bulgari. Pentru 0,76% din locuitori nu este cunoscută apartenența etnică.